# Sarah Trimmer
Sarah Trimmer (6 de gener de 1741-15 de desembre del 1810) va ser una escriptora i crítica de literatura infantil anglesa. El seu periòdic, The Guardian of Education, va ajudar a definir el gènere emergent, criticant la literatura infantil de forma oficial per primera vegada; també va crear la primera ressenya històrica de la literatura per a nens, establint un punt de referència del gènere que els historiadors continuen utilitzant en l'actualitat. El seu llibre més popular, Fabulous Histories, va inspirar diverses històries infantils i va romandre en les impremtes per més d'un segle.
Trimmer va ser una filantropa activa a més d'escriptora; va fundar diverses escoles dominicals i entitats benèfiques en la seva parròquia. Per ampliar els seus projectes educatius no solament va escriure llibres de text, sinó que també va crear manuals per a altres dones interessades a començar les seves pròpies escoles. Els esforços de Trimmer van inspirar a altres dones, com ara Hannah More, a crear programes per a escoles dominicals i a escriure contes per a nens i per a persones de baixos recursos.
Trimmer es va dedicar de moltes formes a mantenir l'estatus social i polític amb les seves obres. Com a devota cristiana, intentava promoure els preceptes de l'Església d'Anglaterra, ensenyant als nens les doctrines del cristianisme. Les seves obres resumien els beneficis de la jerarquia social, argumentant que cada classe havia de romandre en la posició social que Déu els havia atorgat. No obstant això, alhora que donava suport a diverses de les ideologies socials i polítiques de la seva època, Trimmer va qüestionar unes altres, principalment les relacionades amb el gènere i amb la família.